# Louis de Bourbon-Vendôme
Pour les articles homonymes, voir Louis de Bourbon-Vendôme, prince de La Roche-sur-Yon, Louis de Bourbon et Cardinal de Bourbon.
Louis de Bourbon-Vendôme (né le 2 janvier 1493 au château de Ham en Picardie, mort le 11 mars 1557 en l’hôtel de Bourbon à Paris) fut cardinal de l'Église catholique romaine. Légat a latere du Saint-Siège en Savoie, il exerça des fonctions militaires considérables sous les rois François Ier et Henri II.

## Biographie

### Famille
Fils benjamin de François de Bourbon comte de Vendôme et de Marie de Luxembourg, comtesse de Saint-Pol , il fut élevé en grande partie au château de La Fère, où sa mère était venue résider après son veuvage. Il eut pour parrain son oncle Louis de Bourbon, prince de La Roche-sur-Yon. Il est parfois nommé François-Louis, avec Vendôme latinisé en « Vendocimo ».
Louis fut nommé curateur de son neveu Antoine de Bourbon, à la mort du père de ce dernier et percevra en son nom, dans un premier temps, la pension de 24 000 livres échue à feu son père.
Il était l'oncle du cardinal Charles Ier de Bourbon-Vendôme (1548), et le grand-oncle du cardinal Charles II de Bourbon-Vendôme (1583).
Il éleva son neveu Louis Ier de Bourbon, prince de Condé.

### Carrière ecclésiastique
Il étudia au Collège de Navarre et devint docteur en théologie de la Sorbonne, dont il devait devenir proviseur sous le règne d'Henri II. Il fut ordonné prêtre à Faremoutiers par le cardinal Georges d'Amboise, légat de France.
Élu évêque de Laon le 24 avril 1510 avec dispense, car il n'avait pas atteint l'âge canonique, il prononça ses vœux devant le roi François Ier le 9 juin 1517 et fut élevé au rang de cardinal lors du consistoire du 1er juillet 1517 ; il fut nommé comme premier abbé commendataire de Saint-Denis en 1529, abbé commendataire de Saint-Corneille de Compiègne et de 1556 à 1557, abbé commendataire de Saint-Pierre de Corbie. Il exerça en outre les fonctions d'administrateur apostolique des diocèses du Mans, de Luçon, Sens et Tréguier.

### Un familier de la cour de France
Seigneur de Condé, il fit reconstruire le château d’Anizy-le-Château, et édifier le Palais Bourbon. Il était présent au couronnement de la reine Claude de France en l’abbaye de Saint-Denis (10 mai 1517), signa le contrat de mariage du dauphin François avec Marie d'Angleterre.
Il baptisa le prince Henri (Fontainebleau, 2 février 1542) et Henri de Navarre (1554), célébra le mariage de Madeleine de France (1520-1537) avec Jacques V d'Écosse (Notre-Dame de Paris, 1er janvier 1537). Il célébra les funérailles de Louise de Savoie (18 août 1530) et du roi en l’abbaye de Saint-Denis le 23 mai 1547. Il couronna les reines Éléonore d'Autriche (5 mars 1531) et Catherine de Medicis (abbaye de Saint-Denis, 10 juin 1549).

### Rôle politique
Il ne participa pas au conclave de 1521-1522 qui vit l'élection d'Adrien VI, mais fut présent aux conclaves suivants de 1523 (élection de Clément VII), 1534 (élection de Paul III), 1549-1550 (élection de Jules III), et aux deux conclaves de 1555 (élection de Marcel II, puis de Paul IV).
Il prit part au conseil de guerre du 18 février 1536 où se décida la reprise des hostilités avec Charles Quint. Il présida l'Assemblée du Clergé à Melun en 1548. En 1551, Henri II le nomma gouverneur militaire de Picardie, puis en 1552 de Paris et de l’Île-de-France.
Il est inhumé dans le chœur de la Cathédrale Notre-Dame de Laon. Pierre Jumel prononça son oraison funèbre.

## En plus
- (en) Fiche du cardinal Louis de Bourbon-Vendôme sur le site fiu.edu